# Biofísica química
Biofísica química é um campo relativamente novo da química que cobre um largo espectro de atividades de pesquisa envolvendo sistemas biológicos. A característica mais comum de investigação neste campo é a busca de explicação dos vários fenômenos em sistemas biológicos em termos das moléculas que compõem o sistema ou a estrutura química supramolecular destes sistemas.
Químicos biofísicos empregam várias técnicas usadas em físico-química para provar a estrutura de sistemas biológicos. Estas técnicas incluem métodos espectroscópicos, como ressonância magnética nuclear (NMR, do inglês Nuclear Magnetic Resonance), difração de raios X. Por exemplo, o trabalho pelo qual foram agraciados três químicos com o prêmio Nobel em 2009 foi baseado em estudos de difração de raios X de ribossomos. Algumas das áreas nas quais químicos biofísicos associam-se em pesquisas são a estrutura das proteínas e a estrutura de membranas celulares. Por exemplo, a ação de enzimas pode ser explicada em termos da forma de um "bolsão" na molécula de proteína que adapta-se à forma da molécula substrato ou sua modificação devido à ligação de um íon metálico. Similarmente a estrutura da molécula substrato e a função de biomembranes pode ser entendida através do estudo de estruturas supramoleculares como lipossomas ou vesículas fosfolipídicas de diferentes composições e tamanhos, assim como filmes de Langmuir usados como modelos de membrana.
O mais antigo instituto de renome para a biofísica química  o Instituto de Biofísica Química Max Planck em Göttingen.